# Susanne Rohn
Susanne Rohn (* 29. Juni 1966 in Waldshut am Hochrhein) ist eine deutsche Dirigentin, Organistin und Kirchenmusikerin.

## Leben und Wirken
Rohn studierte evangelische Kirchenmusik in Freiburg im Breisgau sowie Orgel und Cembalo als Stipendiatin des Deutschen Akademischen Austauschdienstes in Toulouse. Ihr Aufbaustudium Orgel (Solistendiplom) in Basel (bei Guy Bovet) und ihr Aufbaustudium Dirigieren in Freiburg (bei Hans Michael Beuerle und Peter Gülke) schloss sie jeweils mit Auszeichnung ab.
1997 wurde Rohn zur Kantorin der Erlöserkirche in Bad Homburg vor der Höhe gewählt. Sie nahm an nationalen und internationalen Orgelwettbewerben teil und gibt regelmäßig Orgelkonzerte, wirkt in professionellen Kammerchören und Ensembles für Alte Musik mit und übernimmt als Sängerin bisweilen auch solistische Aufgaben. Im Trio mit Konrad Graf (1. Schlagzeuger des hr-Sinfonieorchesters Frankfurt) und Reiner Schmidt (Euphonium und Posaune, ebenfalls hr-Sinfonieorchester) gibt sie Konzerte, deren Programme auch Werke aus dem Jazz- und Popbereich beinhalten.
Ihr Dirigierrepertoire umfasst verschiedene Epochen und Stilistiken und enthält auch Werke, die über das Standard-Repertoire hinausgehen.
In den Jahren 1997 und 1998 hatte Rohn einen Lehrauftrag für Dirigieren an der Musikhochschule Freiburg inne, von 2001 bis 2006 unterrichtete sie Orgel an der Johannes Gutenberg-Universität in Mainz. Als Professorin für Chorleitung war sie von 2006 bis 2009 an der Robert Schumann Hochschule Düsseldorf tätig. 2010/2011 hatte sie eine Professurvertretung für Dirigieren an der Musikhochschule Freiburg übernommen, seit Oktober 2011 hat sie einen Lehrauftrag für Dirigieren an der Johannes Gutenberg-Universität in Mainz.
Mit Susanne Rohn als Organistin, Dirigentin oder Sängerin entstanden CD-Einspielungen und Rundfunkproduktionen, u. a. beim Schweizer Radio DRS, Südwestfunk und Hessischen Rundfunk. Eine CD mit dem Titel Naturbilder aus dem Jahr 2008 enthält Orgelwerke von der Renaissance bis zur Moderne, gespielt auf den drei Orgeln der Erlöserkirche.  Darauf befindet sich auch das Werk „Landscapes of Patmos“ von Petr Eben für Orgel und Schlagzeug (hier von Konrad Graf gespielt).
In Zusammenarbeit mit dem Bariton Klaus Mertens erschien im März 2011 beim Label RONDEAU, Leipzig, eine CD mit Dvořáks „Biblischen Liedern“ und Josef Kličkas Orgelsonate fis-Moll. Im Mai 2015 folgte ebenfalls beim Label RONDEAU eine CD mit zwei Komponistenportraits: „Two Generations“ mit Chor- und Orgelwerken von Zoltán Gárdonyi und Zsolt Gárdonyi, unter Mitwirkung von Rudolf Müller, Würzburg.

## Auszeichnung
- 1. Preis Toulouse
- 3. Preis Calgary
- Finalistin Paris
- Preis der Zonta-Stiftung beim Deutschen Musikwettbewerb